# Alexandru Bejan
Alexandru Bejan (ur. 7 maja 1996 w Kiszyniowie) – mołdawski piłkarz występujący na pozycji ofensywnego pomocnika w mołdawskim klubie Zimbru Kiszyniów, do którego jest wypożyczony z Petrocub Hîncești. Młodzieżowy reprezentant Mołdawii.

## Sukcesy

### Klubowe
Petrocub Hîncești
- Zdobywca Pucharu Mołdawii: 2019/2020